# Stefano Argilli
Stefano Argilli (Rimini, 5 gennaio 1973) è un allenatore di calcio ed ex calciatore italiano, di ruolo difensore.

## Caratteristiche tecniche

### Giocatore
Era un difensore centrale.

## Carriera

### Giocatore
Inizia a giocare a calcio nelle giovanili del Rimini, che nel 1992 lo aggrega alla prima squadra. Nel 1996 si trasferisce al Siena, in Serie C1. Con il Siena è protagonista di una doppia promozione, che vede i toscani raggiungere la massima serie nel 2003, per la prima volta dopo 99 anni di storia. Esordisce in Serie A il 31 agosto 2003 in Perugia-Siena (2-2), subentrando al 57' al posto di Nikola Lazetić. Il 29 maggio 2005 realizza il goal vittoria nel successo per 2-1 in casa contro l'Atalanta all'ultima giornata di campionato, decisivo per la permanenza del Siena in Serie A.
Il 24 giugno 2005 lascia il Siena – di cui è stato capitano – dopo nove stagioni e 227 presenze, trasferendosi al Modena, in Serie B, firmando un accordo biennale. Il 31 gennaio 2006 viene tesserato dal Livorno, in Serie A. Esordisce con gli amaranto il 5 febbraio in Livorno-Messina (2-2), subentrando al 90' al posto di Giuseppe Colucci. Termina la stagione con 9 presenze. 
Il 5 gennaio 2007 viene ceduto a titolo definitivo al Frosinone, in Serie B. Il 26 agosto 2007 scende di categoria, accordandosi con la Cremonese, in Serie C1. Nel 2009 si trasferisce al Monteriggioni, in Serie D, con cui termina la carriera da giocatore.

### Allenatore
Inizia la carriera da tecnico nel 2010, alla guida degli Allievi Nazionali del Poggibonsi. Il 4 luglio 2013 entra nello staff tecnico di Marco Tosi, tecnico della prima squadra, in qualità di vice allenatore. La stagione successiva torna al Siena, che lo nomina tecnico degli Allievi Provinciali. Nel settembre 2020 diventa responsabile del settore giovanile del Siena. Il 12 gennaio 2021 viene nominato tecnico ad interim della prima squadra, in Serie D, in sostituzione di Alberto Gilardino. A fine gennaio viene sostituito dal lettone Marians Pahars.
Il 27 giugno 2021 viene nominato tecnico della Sinalunghese, formazione impegnata nel campionato di Eccellenza. A fine stagione, dopo aver guidato la squadra sino alla semifinale play-off, decide di non proseguire il rapporto con la Sinalunghese.
Il 4 luglio 2022 si accorda con il Mazzola Valdarbia – ASD Valentino Mazzola dal 2023, dopo il cambio di denominazione e il deposito del nuovo logo – in Eccellenza. 
Nell'estate 2024 , si accorda con il Foiano, sempre nel campionato toscano di Eccellenza. Nel gennaio 2025 viene esonerato.

## Controversie
È ricordato come il precursore di Calciopoli per le sue dichiarazioni esplicite contro Luciano Moggi, pochi mesi prima dello scoppio dello scandalo. Argilli, all'epoca difensore del Livorno, rilasciò un'intervista nella quale accusava Moggi e la GEA per presunti favori del Siena alla Juventus a causa dei molti giocatori toscani legati alla GEA.
Nell'intervista, Argilli dichiarò inoltre che non essendo legato alla GEA, fu costretto dalla stessa GEA e "precisamente dal signor Luciano Moggi" a cambiare aria e a lasciare il club senese, dato che "era Moggi a fare il mercato del Siena". Argilli fu tra i primi giocatori a testimoniare davanti ai magistrati sullo scandalo Calciopoli e a ribadire le sue accuse contro Moggi.

## Statistiche

### Presenze e reti nei club
| Stagione         | Squadra          | Campionato       | Campionato | Campionato | Coppe nazionali | Coppe nazionali | Coppe nazionali | Coppe continentali | Coppe continentali | Coppe continentali | Altre coppe | Altre coppe | Altre coppe | Totale | Totale |
| Stagione         | Squadra          | Comp             | Pres       | Reti       | Comp            | Pres            | Reti            | Comp               | Pres               | Reti               | Comp        | Pres        | Reti        | Pres   | Reti   |
| ---------------- | ---------------- | ---------------- | ---------- | ---------- | --------------- | --------------- | --------------- | ------------------ | ------------------ | ------------------ | ----------- | ----------- | ----------- | ------ | ------ |
| 1991-1992        | Rimini           | C2               | 2          | 0          | -               | -               | -               | -                  | -                  | -                  | -           | -           | -           | 2      | 0      |
| 1992-1993        | Rimini           | C2               | 29         | 1          | -               | -               | -               | -                  | -                  | -                  | -           | -           | -           | 29     | 1      |
| 1993-1994        | Rimini           | C2               | 11         | 1          | -               | -               | -               | -                  | -                  | -                  | -           | -           | -           | 11     | 1      |
| 1994-1995        | Rimini           | C2               | 28         | 0          | -               | -               | -               | -                  | -                  | -                  | -           | -           | -           | 28     | 0      |
| 1995-1996        | Rimini           | C2               | 24         | 0          | -               | -               | -               | -                  | -                  | -                  | -           | -           | -           | 24     | 0      |
| Totale Rimini    | Totale Rimini    | Totale Rimini    | 94         | 2          |                 | 0               | 0               |                    | -                  | -                  |             | -           | -           | 94     | 2      |
| 1996-1997        | Siena            | C1               | 32         | 0          | -               | -               | -               | -                  | -                  | -                  | -           | -           | -           | 32     | 0      |
| 1997-1998        | Siena            | C1               | 25         | 1          | -               | -               | -               | -                  | -                  | -                  | -           | -           | -           | 25     | 1      |
| 1998-1999        | Siena            | C1               | 23+2       | 0          | -               | -               | -               | -                  | -                  | -                  | -           | -           | -           | 25     | 0      |
| 1999-2000        | Siena            | C1               | 32         | 4          | -               | -               | -               | -                  | -                  | -                  | S-C1        | 0           | 0           | 32     | 4      |
| 2000-2001        | Siena            | B                | 37         | 0          | CI              | 3               | 0               | -                  | -                  | -                  | -           | -           | -           | 40     | 0      |
| 2001-2002        | Siena            | B                | 35         | 3          | CI              | 7               | 0               | -                  | -                  | -                  | -           | -           | -           | 42     | 3      |
| 2002-2003        | Siena            | B                | 6          | 0          | CI              | 0               | 0               | -                  | -                  | -                  | -           | -           | -           | 6      | 0      |
| 2003-2004        | Siena            | A                | 13         | 1          | CI              | 4               | 0               | -                  | -                  | -                  | -           | -           | -           | 17     | 1      |
| 2004-2005        | Siena            | A                | 24         | 3          | CI              | 4               | 0               | -                  | -                  | -                  | -           | -           | -           | 28     | 3      |
| Totale Siena     | Totale Siena     | Totale Siena     | 227+2      | 12         |                 | 18              | 0               |                    | -                  | -                  |             | 0           | 0           | 247    | 12     |
| 2005-gen. 2006   | Modena           | B                | 19         | 1          | CI              | 1               | 0               | -                  | -                  | -                  | -           | -           | -           | 20     | 1      |
| gen.-giu. 2006   | Livorno          | A                | 9          | 0          | CI              | -               | -               | -                  | -                  | -                  | -           | -           | -           | 9      | 0      |
| 2006-gen. 2007   | Livorno          | A                | 2          | 0          | CI              | 1               | 0               | CU                 | 0                  | 0                  | -           | -           | -           | 3      | 0      |
| Totale Livorno   | Totale Livorno   | Totale Livorno   | 11         | 0          |                 | 1               | 0               |                    | 0                  | 0                  |             | -           | -           | 12     | 0      |
| gen.-giu. 2007   | Frosinone        | B                | 13         | 0          | CI              | -               | -               | -                  | -                  | -                  | -           | -           | -           | 13     | 0      |
| ago. 2007        | Frosinone        | B                | 0          | 0          | CI              | 1               | 0               | -                  | -                  | -                  | -           | -           | -           | 1      | 0      |
| Totale Frosinone | Totale Frosinone | Totale Frosinone | 13         | 0          |                 | 1               | 0               |                    | -                  | -                  |             | -           | -           | 14     | 0      |
| ago. 2007-2008   | Cremonese        | C1               | 20+4       | 0          | CI-C            | 0               | 0               | -                  | -                  | -                  | -           | -           | -           | 24     | 0      |
| 2008-2009        | Cremonese        | 1D               | 16         | 0          | CI+CI-LP        | 0               | 0               | -                  | -                  | -                  | -           | -           | -           | 16     | 0      |
| Totale Cremonese | Totale Cremonese | Totale Cremonese | 36+4       | 0          |                 | 0               | 0               |                    | -                  | -                  |             | -           | -           | 40     | 0      |
| 2009-2010        | Monteriggioni    | D                | 26         | 3          | CI-D            | -               | -               | -                  | -                  | -                  | -           | -           | -           | 26     | 3      |
| Totale carriera  | Totale carriera  | Totale carriera  | 432        | 18         |                 | 21              | 0               |                    | 0                  | 0                  |             | 0           | 0           | 453    | 18     |

### Statistiche da allenatore
Statistiche aggiornate al 27 ottobre 2024.
| Stagione                 | Squadra                  | Campionato               | Campionato | Campionato | Campionato | Campionato | Coppe nazionali | Coppe nazionali | Coppe nazionali | Coppe nazionali | Coppe nazionali | Coppe continentali | Coppe continentali | Coppe continentali | Coppe continentali | Coppe continentali | Altre coppe | Altre coppe | Altre coppe | Altre coppe | Altre coppe | Totale | Totale | Totale | Totale | % Vittorie | Piazzamento |
| Stagione                 | Squadra                  | Comp                     | G          | V          | N          | P          | Comp            | G               | V               | N               | P               | Comp               | G                  | V                  | N                  | P                  | Comp        | G           | V           | N           | P           | G      | V      | N      | P      | %          | Piazzamento |
| ------------------------ | ------------------------ | ------------------------ | ---------- | ---------- | ---------- | ---------- | --------------- | --------------- | --------------- | --------------- | --------------- | ------------------ | ------------------ | ------------------ | ------------------ | ------------------ | ----------- | ----------- | ----------- | ----------- | ----------- | ------ | ------ | ------ | ------ | ---------- | ----------- |
| 2020-2021                | Siena                    | D                        | 3          | 1          | 1          | 1          | -               | -               | -               | -               | -               | -                  | -                  | -                  | -                  | -                  | -           | -           | -           | -           | -           | 3      | 1      | 1      | 1      | 33,33      | ad interim  |
| 2021-2022                | Sinalunghese             | Ecc.                     | 22+1       | 8          | 9          | 5+1        | CI-Dil          | 3               | 1               | 2               | 0               | -                  | -                  | -                  | -                  | -                  | -           | -           | -           | -           | -           | 26     | 9      | 11     | 6      | 34,62      | 4º          |
| 2022-2023                | Valentino Mazzola        | Ecc.                     | 32         | 13         | 10         | 9          | CI-Dil          | 2               | 0               | 1               | 1               | -                  | -                  | -                  | -                  | -                  | -           | -           | -           | -           | -           | 34     | 13     | 11     | 10     | 38,24      | 7º          |
| 2023-2024                | Valentino Mazzola        | Ecc.                     | 32         | 12         | 7          | 13         | CI-Dil          | 3               | 2               | 0               | 1               | -                  | -                  | -                  | -                  | -                  | -           | -           | -           | -           | -           | 35     | 14     | 7      | 14     | 40,00      | 6º          |
| Totale Valentino Mazzola | Totale Valentino Mazzola | Totale Valentino Mazzola | 64         | 25         | 17         | 22         |                 | 5               | 2               | 1               | 2               |                    | -                  | -                  | -                  | -                  |             | -           | -           | -           | -           | 69     | 27     | 18     | 24     | 39,13      |             |
| 2024-2025                | Foiano                   | Ecc.                     | 8          | 1          | 4          | 3          | CI-Dil          | 2               | 0               | 0               | 2               | -                  | -                  | -                  | -                  | -                  | -           | -           | -           | -           | -           | 10     | 1      | 4      | 5      | 10,00      | in corso    |
| Totale carriera          | Totale carriera          | Totale carriera          | 98         | 35         | 31         | 32         |                 | 10              | 3               | 3               | 4               |                    | -                  | -                  | -                  | -                  |             | -           | -           | -           | -           | 108    | 38     | 34     | 36     | 35,19      |             |

## Palmarès

### Club

#### Competizioni nazionali
- Campionato italiano Serie C1: 1

Siena: 1999-2000 (Girone A)
- Supercoppa di Lega di Serie C: 1

Siena: 2000
- Campionato italiano di Serie B: 1

Siena: 2002-2003